# Olibrus stlatarius
Olibrus stlatarius là một loài bọ cánh cứng trong họ Phalacridae. Loài này được Lyubarsky miêu tả khoa học năm 1994.